# コストロマ公国
コストロマ公国（ロシア語: Костромское княжество）は北東ルーシの分領公国である。首都はコストロマに置かれ、1247年ごろから1303年にかけて存在していた。
コストロマ公国は、1246年あるいは1247年にウラジーミル大公国から分離して成立した。それはウラジーミル大公ヤロスラフが死亡し（1246年9月30日）、その子のヴァシリーが公国領を継承・分離したことによる。しかし1276年にヴァシリーが死ぬと、相続人の不在により、再びウラジーミル大公国領に組み込まれた。後に、ウラジーミル大公ドミトリーが弟のアンドレイに割譲したことで、再度コストロマ公国画分離した。
その後の公国は、ドミトリーの子イヴァンが継承することになっていたが、ペレヤスラヴリ・ザレスキー公国の公位がイヴァンの元に回ってきたため、コストロマ公国は再びウラジーミル大公国領に組み込まれた。3度目になる公国の分離は、1300年頃にアンドレイの子ボリスが公となった時である。
1303年にボリスが死ぬと、モスクワ公ダニールの子ボリスがコストロマ公位を相続する形となったが、モスクワ大公国はコストロマ公国領を独立させずに自領に組み込んだため、コストロマ公国は消滅した。以降コストロマ公国が分離することはなかった。